# Расса
Расса (італ. Rassa, п'єм. Rassa) — муніципалітет в Італії, у регіоні П'ємонт, провінція Верчеллі.
Расса розташована на відстані близько 560 км на північний захід від Рима, 85 км на північ від Турина, 60 км на північний захід від Верчеллі.
Населення — 73 особи (2014).
Щорічний фестиваль відбувається 3 травня. Покровитель — Santa Croce.

## Демографія
Населення за роками:

Станом на 1 січня 2023 року в муніципалітеті офіційно проживав 1 іноземець (громадянин Чилі).

## Сусідні муніципалітети
- Андорно-Мікка
- Кампертоньо
- Габй
- Грессоней-Саїнт-Єан
- Петтіненго
- Пйоде
- Рива-Вальдоббія
- Сельве-Марконе
- Тавільяно